# Howlin’ Wolf (Album)
Howlin’ Wolf ist das zweite Studioalbum des US-amerikanischen Blues-Musikers Howlin’ Wolf. Es erschien 1962 bei Chess Records. Die Aufnahmen wurden von Ralph Bass produziert.
Wie bei dem 1959 erschienenen Vorgängeralbum Moanin’ in the Moonlight entstand das Album nicht direkt mit dem Ziel, konkret ein Album zu füllen. Es wurden vielmehr sechs zuvor veröffentlichte Singles nun in Form einer Langspielplatte mit noch unveröffentlichtem Material gesammelt. Das gibt dem Album den Charakter einer Kompilation und erklärt teilweise auch, warum eine so große Anzahl verschiedener Sessionmusiker an den Aufnahmen beteiligt waren.
Auf dem Cover der Platte ist ein Schaukelstuhl zu sehen, an den sich eine Akustikgitarre lehnt. In Anlehnung an diese Illustration von Don Bronstein wird das Album auch oft The Rockin’ Chair Album genannt. Das grenzt es vom Titel her deutlicher von dem 1969 veröffentlichten Nachfolgerwerk The Howlin’ Wolf Album ab.
Das Album zählt zu den bedeutendsten Veröffentlichungen in der Ära des Chicago Blues und war wie Moanin’ in the Moonlight ein künstlerischer und kommerzieller Erfolg. Einige Stücke wie etwa Wang Dang Doodle wurden gecovert. Der Rolling Stone bewertet es mit fünf von fünf möglichen Sternen und listet es auf Rang 223 in ihrer Liste der 500 besten Alben aller Zeiten. Allmusic bewertet es aktuell mit 4,5 von 5 Sternen.

## Titelliste
Alle Songs wurden von Willie Dixon geschrieben. Bei Songs, bei denen das nicht zutrifft, ist der Autor nach dem Songtitel genannt.
1. Shake for Me – 2:12
2. The Red Rooster – 2:22
3. You’ll Be Mine – 2:25
4. Who’s Been Talkin’ (Howlin’ Wolf) – 2:18
5. Wang Dang Doodle – 2:18
6. Little Baby – 2:45
7. Spoonful – 2:42
8. Going Down Slow (St. Louis Jimmy Oden) – 3:18
9. Down in the Bottom – 2:05
10. Back Door Man – 2:45
11. Howlin’ for my Baby – 2:28
12. Tell Me (Howlin’ Wolf) – 2:52